# Stefan Leunig
Stefan Leunig (* 5. Mai 1986 in Osterode am Harz) ist ein deutscher Mittel- und Langstreckenläufer sowie früherer Crosslauf-Sommerbiathlet.
Stefan Leunig war zunächst für den WSV Clausthal-Zellerfeld aktiv, wechselte 2005 zu Hannover 96 und 2011 zu Eintracht Hildesheim. Als Biathlet nahm er dreimal an Juniorenweltmeisterschaften teil: 2002 in Jablonec nad Nisou. 2003 in Forni Avoltri als 26. des Sprints, 25. der Verfolgung, 21. des Massenstartrennens und mit Alexander Röder sowie Tobias Fickenscher Siebter des Staffelrennens. 2004 kam in Osrblie ein 36. Rang im Sprint, Platz 32 in der Verfolgung und mit Markus Hartmann und Florian Grimm Rang acht mit der Staffel hinzu. National gewann er 2004 in Bayerisch Eisenstein an der Seite von Arnold Müller und Wilhelm Rösch den Titel mit der Kleinkaliber-Staffel und wurde 2007 in Frankenhain hinter Frank Röttgen und vor Robert Janikulla überraschend Vizemeister im Kleinkaliber-Sprint.
Seit seinem Wechsel in die Leichtathletik widmete sich Leunig, der in der Steuerberatung tätig ist und ein Fernstudium absolviert, vor allem den Mittelstrecken von 1500 m bis 5000 m. Bei den Norddeutschen Meisterschaften 2009 in Lübeck wurde er Zweiter über 5000 m, 2011 in Celle Dritter über 5000 m.